# 십일론
11론(十一論) 또는 소의 11론(所依十一論)은 법상종(法相宗)에서 소의 논서로 삼고 있는 다음의 11가지의 논서를 말한다.
1. 유가사지론(瑜伽師地論)
2. 현양성교론(顯揚聖教論)
3. 대승장엄경론(大乘莊嚴經論)
4. 집량론(集量論)
5. 섭대승론(攝大乘論)
6. 십지경론(十地經論)
7. 분별유가론(分別瑜伽論)
8. 관소연연론(觀所緣緣論)
9. 유식이십론(唯識二十論)
10. 변중변론(辯中邊論)
11. 대승아비달마잡집론(大乘阿毘達磨雜集論)

한편, 법상종의 소의 경전은 다음의 6가지 경전이다.
1. 화엄경(華嚴經)
2. 해심밀경(解深密經)
3. 여래출현공덕경(如來出現功德經)
4. 대승아비달마경(大乘阿毘達磨經)
5. 입능가경(入楞伽經)
6. 후엄경(厚嚴經)

법상종은 경전으로는 《해심밀경》을, 논서로는 《성유식론》을 특히 준거로 자신들의 종지를 세운 종파인데, 그럼에도 불구하고 《성유식론》은 소의 11론에 포함되어 있지 않다. 이것은 《성유식론》이 이들 6경과 11론을 준거로 하고 있기 때문이다.
법상종의 소의 경전으로 이들 6경을, 소의 논서로 이들 11론을 드는 것은
《성유식론》의 주석서인 규기의 《성유식론술기(成唯識論述記)》 제1권에서
《성유식론》이 이들 6경과 11론을 증거[證]로 삼고 있다고 말한 것에 따른 것이다.
又今此論(成唯識論)爰引六經。所謂華嚴．深密．如來出現功德莊嚴．阿毘達磨．楞迦．厚嚴。十一部論。瑜伽．顯揚．莊嚴．集量．攝論．十地．分別瑜伽．觀所緣緣．二十唯識．辨中邊．集論等為證。
— 《성유식론술기》 제1권. p. 229c. 한문본

## 참고 문헌
- 곽철환 (2003). 《시공 불교사전》. 시공사 / 네이버 지식백과. |title=에 외부 링크가 있음 (도움말)
- 미륵 지음, 현장 한역, 강명희 번역 (K.614, T.1579). 《유가사지론》. 한글대장경 검색시스템 - 전자불전연구소 / 동국역경원. K.570(15-465), T.1579(30-279). |title=에 외부 링크가 있음 (도움말)
- 세친 지음, 현장 한역, 권오민 번역 (K.955, T.1558). 《아비달마구사론》. 한글대장경 검색시스템 - 전자불전연구소 / 동국역경원. K.955(27-453), T.1558(29-1). |title=에 외부 링크가 있음 (도움말)
- 호법 등 지음, 현장 한역, 김묘주 번역 (K.614, T.1585). 《성유식론》. 한글대장경 검색시스템 - 전자불전연구소 / 동국역경원. K.614(17-510), T.1585(31-1). |title=에 외부 링크가 있음 (도움말)
- 세친 지음, 현장 한역, 송성수 번역 (K.618, T.1612). 《대승오온론》. 한글대장경 검색시스템 - 전자불전연구소 / 동국역경원. K.618(17-637), T.1612(31-848). |title=에 외부 링크가 있음 (도움말)
- 운허.  동국역경원 편집, 편집. 《불교 사전》. |title=에 외부 링크가 있음 (도움말)
- (영어) DDB. 《Digital Dictionary of Buddhism (電子佛教辭典)》. Edited by A. Charles Muller. |title=에 외부 링크가 있음 (도움말)
- (중국어) 미륵 조, 현장 한역 (T.1579). 《유가사지론(瑜伽師地論)》. 대정신수대장경. T30, No. 1579. CBETA. |title=에 외부 링크가 있음 (도움말)
- (중국어) 佛門網. 《佛學辭典(불학사전)》. |title=에 외부 링크가 있음 (도움말)
- (중국어) 星雲. 《佛光大辭典(불광대사전)》 3판. |title=에 외부 링크가 있음 (도움말)
- (중국어) 세친 조, 현장 한역 (T.1612). 《대승오온론(大乘五蘊論)》. 대정신수대장경. T31, No. 1612, CBETA. |title=에 외부 링크가 있음 (도움말)
- (중국어) 세친 조, 현장 한역 (T.1558). 《아비달마구사론(阿毘達磨俱舍論)》. 대정신수대장경. T29, No. 1558, CBETA. |title=에 외부 링크가 있음 (도움말)
- (중국어) 호법 등 지음, 현장 한역 (T.1585). 《성유식론(成唯識論)》. 대정신수대장경. T31, No. 1585, CBETA. |title=에 외부 링크가 있음 (도움말)